# Megachile piurensis
Megachile piurensis är en biart som beskrevs av Cockerell 1911. Megachile piurensis ingår i släktet tapetserarbin, och familjen buksamlarbin. Inga underarter finns listade i Catalogue of Life.